# 圣于连欧布瓦
圣于连欧布瓦（法語：Saint-Julien-aux-Bois，法語發音：[sɛ̃ ʒyljɛ̃ o bwa]）是法国科雷兹省的一个市镇，位于该省东南部，属于蒂勒区。

## 地理
圣于连欧布瓦（45°7'48"N, 2°8'21"E）面积44.09 平方千米，位于法国新阿基坦大区科雷兹省，该省份为法国中南部省份，北起上维埃纳省和克勒兹省，西接多爾多涅省，南至洛特省，东临多姆山省和康塔爾省。
与圣于连欧布瓦接壤的市镇（或旧市镇、城区）包括：克罗德蒙特韦尔、普洛、欧里亚克、达拉扎克、里亚克克圣里耶、圣西尔格拉卢特尔、圣普里瓦。

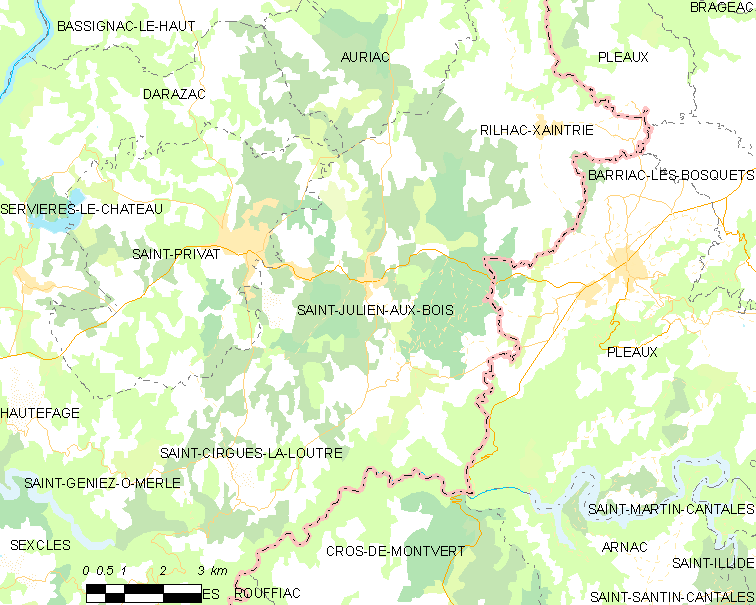
圣于连欧布瓦的OSM定位图

圣于连欧布瓦的时区为UTC+01:00、UTC+02:00（夏令时）。

## 行政
圣于连欧布瓦的邮政编码为19220，INSEE市镇编码为19214。

## 政治
圣于连欧布瓦所属的省级选区为多尔多涅河畔阿让塔县。

## 人口

1962-2008年间圣于连欧布瓦人口变化图示

圣于连欧布瓦于2022年1月1日时的人口数量为435人。